# GUPPY
GUPPY (Greater Underwater Propulsion Power Program) byl americký zbrojní program modernizace vybraných druhoválečných ponorek tříd Gato, Balao a Tench s cílem zvýšení jejich výkonů při plavbě pod hladinou (větší rychlost a kapacita akumulátorů). Ponorky se měly svými výkony přiblížit německým ponorkám typu XXI.

## Varianty
Přehled variant úprav GUPPY:
| Verze         | Ponorky | Foto                                                       | Poznámka                                                                                              |
| ------------- | ------- | ---------------------------------------------------------- | --- |
| GUPPY I       | 2       | USS Pomodon modernizovaná na standard GUPPY I              | odstranění hlavňové výzbroje, výstupků na trupu a velitelské věži, výměna akumulátorů atd.            |
| GUPPY II      | 24      | USS Cubera modernizovaná na standard GUPPY II              | instalace snorchelu                                                                                   |
| Fleet Snorkel | 26      | USS Sabalo modernizovaná na standard Fleet Snorkel         | |
| GUPPY IA      | 10      | USS Caiman modernizovaná na standard GUPPY IA              | schnorchel nového typu                                                                                |
| GUPPY IIA     | 18      | USS Thornback modernizovaná na standard GUPPY IIA          | moderní sonar a pohonný systém                                                                        |
| GUPPY III     | 9       | USS Greenfish (SS-351) modernizovaná na standard GUPPY III | ponorky již prošlé modernizací II, trup prodloužen o 6 metrů, nová elektronika a systém řízení palby. |